# 원생동물
원생생물(protozoa)은 하나의 세포로 구성된 현미경적 크기이다. 고등 동물을 구성하고 있는 세포들은 서로 도와가며 조직이나 기관을 형성하고, 각각 일정한 기능을 갖는 데 반해, 원생생물은 모든 기능이 하나의 세포 내에서 이루어지므로 그것이 하나의 개체로서 생활한다. 운동은 편모, 섬모, 위족으로 하는데 운동을 하지 못하는 것도 있다. 모양은 매우 다양하여, 좌우비대칭형·동그란형·원
추형·가늘고 긴 모양·납작하고 등과 배의 구별이 있는 것 등이 있다. 번식은 주로 이분법과 출아법으로 하며 교미와 접합의 유성 생식도 가능하다. 이러한 원생생물은 수생동물 유생의 먹이로 매우 중요하다. 또한 오염된 물에서 서식하는 대부분의 편모충류는 물을 정화시키는 역할을 하는데, 부유 생활을 하는 종류는 때에 따라 이상 증식을 하여 적조 현상을 일으켜 수생동물에게 큰 피해를 준다. 원생생물은 현재 전지상에 3만 종 이상이 알려져 있고, 하천·호수·바다 등에 살고 있다. 대부분의 원생생물은 아주 작아 현미경으로만 볼 수 있지만 세균보다는  큰 편이다.이 조사에 대한 연구는 현미경의 발달과 함께 이루어져 왔다. 그러나 한정된 것만이 화석으로 남아 있을 뿐이며, 세포 기관의 연구 또한 무리 사이의 유연 관계를 설명하기에는 많이 부족하여 아직까지도 확실한 분류체계가 잡혀 있지 않다.

## 생물 분류 체계의 변천
| 린네               | 헤켈                | 채튼                  | 코플랜드            | 휘태커              | 워즈                     | 워즈               | 캐빌리어스미스           | 캐빌리어스미스         |
| 1735년 2계 분류    | 1866년 3계 분류     | 1925년 2계 분류       | 1938년 4계 분류     | 1969년 5계 분류     | 1977년 6계 분류          | 1990년 3역 분류    | 1993년 8계 분류          | 1998년 6계 분류        |
| ------------------ | ------------------- | --------------------- | ------------------- | ------------------- | ------------------------ | ------------------ | ------------------------ | ---------------------- |
| (다루지 않음)      | 원생생물 (Protista) | 원핵생물 (Prokaryota) | 모네라 (Monera)     | 모네라 (Monera)     | 진정세균 (Eubacteria)    | 세균 (Bacteria)    | 진정세균 (Eubacteria)    | 세균 (bacteria)        |
| (다루지 않음)      | 원생생물 (Protista) | 원핵생물 (Prokaryota) | 모네라 (Monera)     | 모네라 (Monera)     | 고세균 (Archaeabacteria) | 고세균 (Archaea)   | 고세균 (Archaeabacteria) | 세균 (bacteria)        |
| (다루지 않음)      | 원생생물 (Protista) | 진핵생물 (Eukaryota)  | 원생생물 (Protista) | 원생생물 (Protista) | 원생생물 (Protista)      | 진핵생물 (Eukarya) | 고동물 (Archezoa)        | 원생동물 (Protozoa)    |
| (다루지 않음)      | 원생생물 (Protista) | 진핵생물 (Eukaryota)  | 원생생물 (Protista) | 원생생물 (Protista) | 원생생물 (Protista)      | 진핵생물 (Eukarya) | 원생동물 (Protozoa)      | 원생동물 (Protozoa)    |
| (다루지 않음)      | 원생생물 (Protista) | 진핵생물 (Eukaryota)  | 원생생물 (Protista) | 원생생물 (Protista) | 원생생물 (Protista)      | 진핵생물 (Eukarya) | 유색조식물 (Chromista)   | 유색조식물 (Chromista) |
| 식물 (Vegetabilia) | 식물 (Plantae)      | 진핵생물 (Eukaryota)  | 식물 (Plantae)      | 식물 (Plantae)      | 식물 (Plantae)           | 진핵생물 (Eukarya) | 식물 (Plantae)           | 식물 (Plantae)         |
| 식물 (Vegetabilia) | 식물 (Plantae)      | 진핵생물 (Eukaryota)  | 식물 (Plantae)      | 균류 (Fungi)        | 균류 (Fungi)             | 진핵생물 (Eukarya) | 균류 (Fungi)             | 균류 (Fungi)           |
| 동물 (Animalia)    | 동물 (Animalia)     | 진핵생물 (Eukaryota)  | 동물 (Animalia)     | 동물 (Animalia)     | 동물 (Animalia)          | 진핵생물 (Eukarya) | 동물 (Animalia)          | 동물 (Animalia)        |

## 참고 자료
- 이 문서에는 다음커뮤니케이션(현 카카오)에서 GFDL 또는 CC-SA 라이선스로 배포한 글로벌 세계대백과사전의 내용을 기초로 작성된 글이 포함되어 있습니다.